# Битва за Бейтан
Битва за Бейтан — бій 20 вересня 1900 року під час  повстання іхетуаней в Китаї.

## Передумови
Бейтан знаходився в декількох кілометрах на північ від гирла Хайхе. Ще перед рухом союзних військ на Пекін командиру розташованої там фортеці генералу Лі було запропоновано здати її без бою, але він відповів:
Якщо я віддам Бейтан без бою, китайський уряд відрубає мені голову. Якщо ж я вступлю в бій, то російські візьмуть у мене Бейтан з боєм, і китайський уряд теж відрубає мені голову. Тому я прошу росіян залишити мене в спокої. Я ж обіцяю не вживати ніяких ворожих дій з Бейтана.
Після окупації союзними військами району Пекін-Дагу постало питання про ліквідацію Бейтанського угрупування китайських військ і про встановлення російського контролю над залізницею, що з'єднувала Пекін з зоною КСЗ. 8 вересня військовий міністр А. Н. Куропаткін звернувся до Миколи II з пропозицією зайняти спільно з союзниками опорні пункти Шаньхайгуань, Ціньвандао, Бейтан і Лутай. Через тиждень надійшло височайше повеління про початок військових дій проти Бейтана і Шаньхайгуаня.
Для взяття Бейтана був сформований спеціальний загін чисельністю в 8 тисяч осіб, до складу якого увійшли, крім російських військ, німці і французи, а також трохи австрійців. Командування загоном і керівництво операцією було покладено на генерал-лейтенанта кавалерії барона Г. К.фон Штакельберга.

## Битва
Генерал Лі добре підготував місцевість до оборони. В районі зруйнованої іхетуанями залізничної станції Бейтан була встановлена застава, не вибивши яку було неможливо обладнати позиції для облогової артилерії. Місцевість була затоплена водою, а на сухих ділянках були закладені протипіхотні фугаси.
У ніч на 20 вересня почався наступ. Ліву колонну очолював командир 2-ї Східно-Сибірської бригади генерал-майор Церпіцький, праву — капітан 1-го рангу Доможиров. Колона Церпіцького потрапила на мінне поле, на звук вибухів відкрила вогонь китайська артилерія. Щоб не гинути на фугасах, російські війська зійшли з дороги, і по груди у воді дісталися до китайської застави, зайнявши її після жорстокої рукопашної сутички.
Вночі російські і німецькі артилеристи встановили кілька облогових батарей, і з ранку відкрили вогонь по фортеці. Не витримавши обстрілу, китайські війська втекли з фортеці. До полудня вона була зайнята союзними військами.
Начальником всіх батарей був підполковник Тохателов.При ньому перебували офіцери: поручик Смирнов, Люпов і Бабенко.
Біля російських гармат розташувалися також 4 німецьких, що стріляли піроксиліновими бомбами.
Тохателов і його офіцери дуже вдало визначили відстань до різних Бейтанскіх фортів. Їхні гармати стали викидати таке пекло вогню і сталі, так спустошували форти китайської фортеці, що китайці не зважилися боротися і почали мало помалу залишати Бейтан. Одні китайці бігли на джонках в море, інші натовпами йшли по дорозі, в Лутай. Комендант фортеці генерал Лі, наполегливо відмовлявся здати фортецю добровільно, також втік. Гарнізон Бейтана обчислювався у 2000 чол. <…>
Фортеця була взята виключно артилерійським вогнем росіян і німців, дія, яких була настільки значною, що піхотний бій і нові жертви виявилися зайві. На прикладі Бейтана, який китайці не в змозі були захищати, підтвердилося сприятливе значення артилерії, яка вирішила результат бою на відстані і запобігла непотрібні кровопролиття.

## Підсумки
Для переслідування відступаючих китайських військ був сформований спеціальний загін під командуванням підполковника В.Є Флуга. У ніч на 22 вересня російська кіннота увірвалася в Лутай і захопила місто. Слідом за загоном Флуга до Лутаю підійшли шість рот генерала Церпіцького, і опір китайців було незабаром придушено. Після взяття Лутая загін Г. К. Штакельберга був розформований.